# Caperonotus tucurui
Caperonotus tucurui là một loài bọ cánh cứng trong họ Cerambycidae.